# Claus Schenk von Stauffenberg
Gróf Claus Philipp Maria Schenk Graf von Stauffenberg (Jettingen, 1907. november 15. – Berlin, 1944. július 21.) német ezredes, a porosz tisztikar tagja, aki 1939–43 között Lengyelországban, Franciaországban, majd Észak-Afrikában szolgált, ez utóbbi hadszíntéren súlyos sebesülést szenvedett. 1944-től a németországi tartalék haderőnél volt vezérkari főnök. A háborús hős Stauffenberg rövidesen bekapcsolódott a Führer elleni összeesküvésbe. 1944. július 20-án ő vitte be a bombát Hitler titkos főhadiszállására, a kelet-poroszországi Rastenburg (ma Lengyelország, Kętrzyn) melletti erdőben lévő "Farkasodúba" (Wolfsschanze). A sikertelen merénylet után letartóztatták, majd Berlinben három társával együtt kivégezték.

## Élete
Claus von Stauffenberg Dél-Németország legrégebbi és legelőkelőbb, katolikus, arisztokrata családjában született 1907-ben. Édesapja, Alfred Schenk von Stauffenberg gróf  II. Vilmos württembergi király főudvarmestere (oberhofmarschall) volt. Édesanyja Caroline von Üxküll-Gyllenbald grófnő, a napóleoni háborúk porosz hősének, Gneisenau tábornagynak unokája volt. Claus nagyon közel állt nála két évvel idősebb bátyjához, Bertholdhoz, aki Stefan George költő köréhez tartozott. Később sokszor idézett a költőtől, s annak sorait tetteihez jeligeként használja. A hithű katolikus Claus 1933. szeptember 26-án Bambergben feleségül vette Nina von Lerchenfeld bárókisasszonyt, akitől két lánya és három fia született: Berthold (1934), Heimeran (1936), Franz Ludwig (1938), Valerie (1940), Konstanze (1945).
Stauffenberget 1926-ban osztották be a 17. Bamberg lovashadosztályba, ahol tehetséges katonaként szolgált. Később a berlini Katonai Akadémiára küldték, ahol vezérkari képzést kapott 1938-ig. Ezután a wuppertali 1. könnyű hadosztályhoz került, ahol Erich Hoepner altábornagy parancsnoklása alatt részt vett a Szudétákért folytatott harcokban. Hoepner ekkor már tagja volt annak az összeesküvő csoportnak, amely 1938 szeptemberében katonai puccsal akarta eltávolítani Hitlert (Septemberverschwörung). (Ennek a csoportnak volt tagja Erwin von Witzleben gyalogsági tábornok is, aki később, a Hitler elleni 1944-es összeesküvésben is részt vett, annak legmagasabb rangú tagjaként). Hitler váratlan diplomáciai sikere, a Szudétavidék békés megszerzését megengedő müncheni egyezmény megkötése 1938. szeptember 29-én az összeesküvőket arra indította, hogy letegyenek tervükről.
A franciaországi hadjárat idején Stauffenberg vezérkari tisztként szolgált. 1943-ban a 10. páncéloshadosztályhoz vezényelték, amelynek Erwin Rommel tábornok visszavonulását kellett volna fedeznie Észak-Afrikában. 1943. április 7-én Tunéziában a kocsija aknára futott és súlyosan megsebesült. Stauffenberg elvesztette bal szemét, jobb kezét, és két ujját a bal kezén. A többszörösen megsebesült Stauffenberget 1943. április 7-én, mielőtt a német sereget bekerítették volna Észak-Afrikában, visszaszállították Németországba. Három hónapot töltött a kórházban Münchenben.
1943 tavaszától meghatározó tényezőjévé vált a Hitler elleni küzdelemnek. Stauffenberg hamar eltávolodott a nemzetiszocialisták antiszemitizmusától. Miközben szembesült a német politika kelet-európai következményeivel, fel tudta becsülni a kárt, amit Hitler háborúja okozott Németországnak. Henning von Tresckow, Friedrich Olbricht tábornok és Fritz-Dietlof Graf von der Schulenburg főhadnagy hatásának köszönhetően Stauffenberg a katonai ellenállás központi személyiségévé vált. Fontos kapcsolatot épített ki polgári ellenállási csoportokkal, és Carl Friedrich Goerdelerrel és Ludwig Beckkel egyetemben ő koordinálta a merénylet tervét. Ekkor az ellenállók már készen álltak Párizsban, Bécsben, Berlinben. Stauffenberg a különböző csoportok és körök közös stratégiájának kialakítására törekedett. Felépülését követően a berlini Tábornoki Irodába került mint vezető beosztott. Stauffenberget a Hitler elleni merénylet és a sikeres hatalomváltás után magas poszt várta volna az új kormányban.

### Részvétele a Hitler elleni merényletben

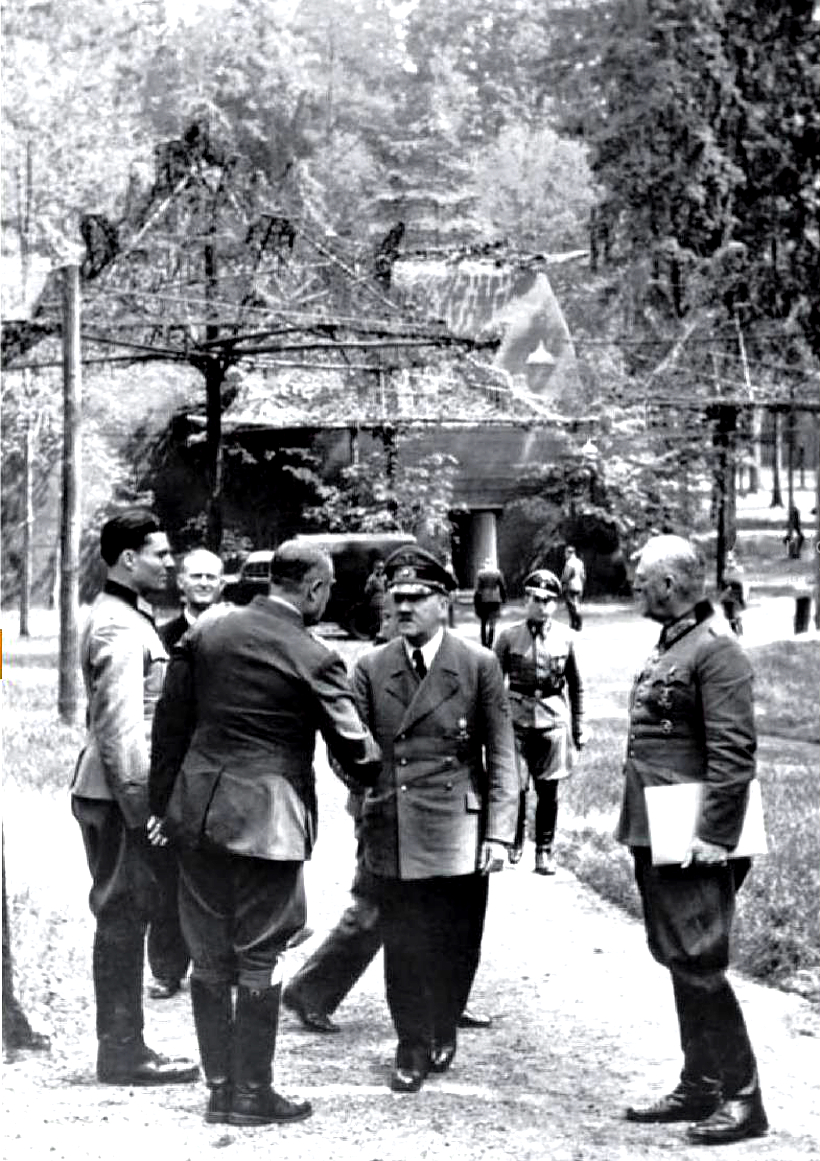
A Wolfschanze nevű főhadiszállásnál. Balról jobbra: Claus Schenk, Stauffenberg gróf, Karl Ješko, egy ismeretlen, Adolf Hitler és Wilhelm Keitel (1944. július 15.)

1944. július 20-án  12 óra 42 perckor bomba robbant Adolf Hitler kelet-poroszországi, Wolfschanze nevű főhadiszállásának helyzetmegbeszélő barakkjában, alig két méterre a Führertől és a Wehrmacht legfontosabb vezetőitől. Ezzel életbe lépett a Walküre hadművelet, amellyel vezérkari tisztek egy csoportja átvette volna a hatalmat. Az összeesküvés élén Stauffenberg ezredes állt, aki személyesen helyezte el a bombát az épületben, Hitler közelében. Aztán – a merénylet forgatókönyve szerint – Stauffenberg, akit adjutánsa telefonhoz hívatott, ezzel az ürüggyel távozott a helyszínről. Pár perccel később, Heinz Brandt ezredes, miután véletlenül kétszer is belerúgott, türelmetlenül lehajolt a táskáért, és Hitler közeléből eltávolítva azt, a vaskos tölgyfa asztal lába mögé tolta.  Ráadásul Hitler a robbanás előtti pillanatban el is távolodott az asztaltól. Ezen körülmények miatt (a zárt terű bunker helyett a kis ellenállást jelentő barakképületben történt a detonáció, aminek hatását lényegesen tompította az asztal, amely Hitler és a bomba közé került), Hitler és a jelenlévő tisztikar többsége megúszta könnyebb sérülésekkel. A sikertelen merénylet után az ellenállási mozgalom is megbukott, és az ezt követő megtorló akciókban több mint 5000 embert tartóztattak le, és 200-at ki is végeztek, köztük Stauffenberget is. Őt és három társát (Friedrich Olbricht tábornokot, Albrecht Mertz von Quirnheim ezredest, valamint Stauffenberg személyes szárnysegédjét, Werner von Haeften főhadnagyot) még a merénylet napjának éjjelén agyonlőtték Friedrich Fromm vezérezredes parancsára (akit később szintén kivégeztek). Stauffenberg volt az utolsó kivégzett (habár harmadik lett volna, ám Haeften önként állt a golyók útjába harmadikként), a gyilkos sortűz előtt így kiáltott fel: „Es lebe das heilige Deutschland!”, vagyis: „Éljen a szent Németország!”.

## Emlékezete

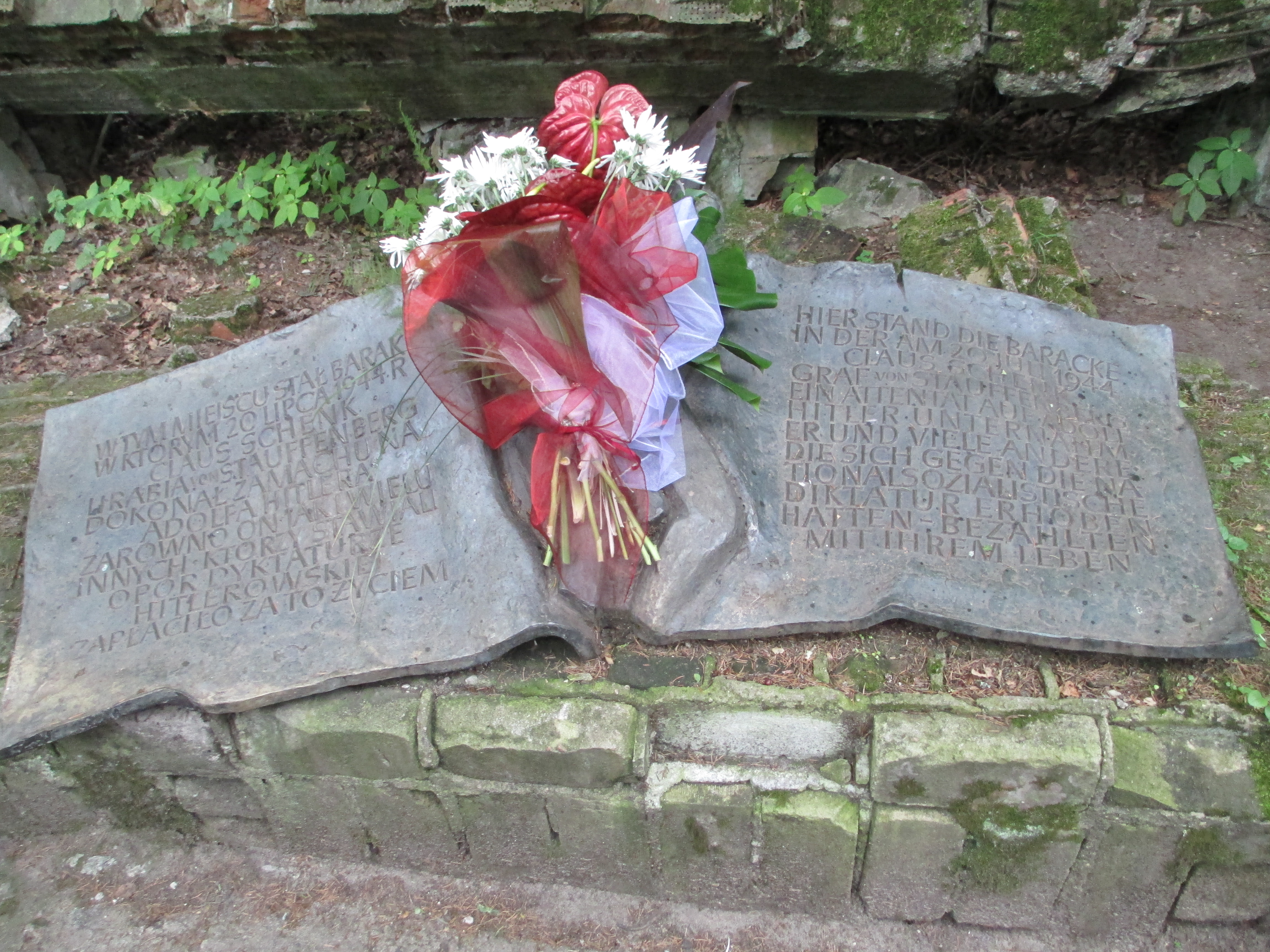
Stauffenberg és az összeesküvők emlékműve a Wolfsschanze mai romjai között

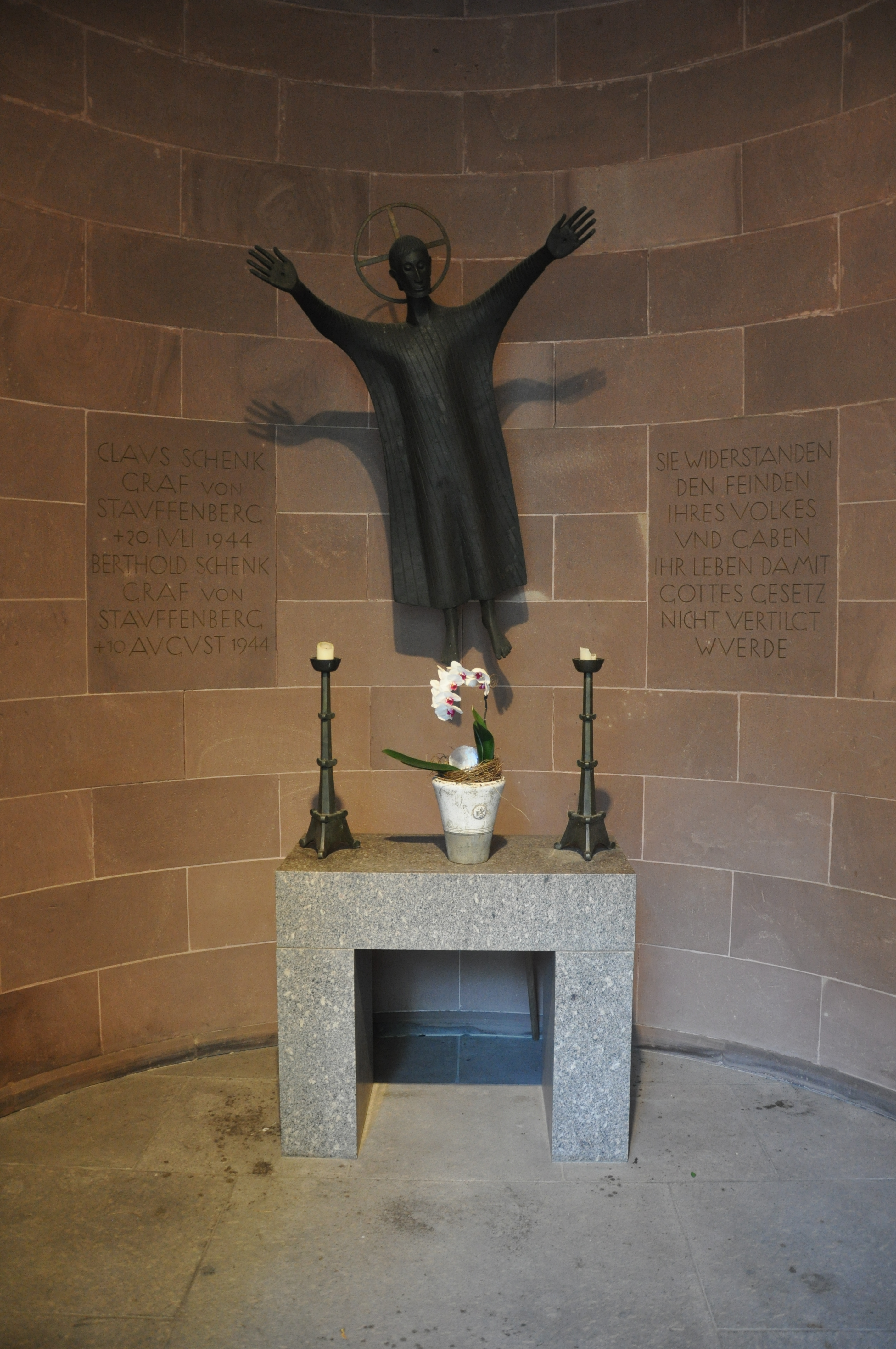
A Stauffenberg emlékkápolna belső tere, Albstadt, Baden-Württemberg, Németország

### Karaktere filmekben
A Hitler elleni merényletről több filmfeldolgozás (Megölni Hitlert!; Valkűr; Stauffenberg – A Valkűr hadművelet) is készült. A Valkűr című filmben karakterét Tom Cruise játssza.